# هندیجان
بندر هِندیجان مرکز شهرستان هندیجان در استان خوزستان است که در شمال خلیج فارس قرار گرفته‌است. رودخانه‌ زهره این شهر را به دو نیمه شمالی و جنوبی تقسیم می‌کند.
بندرهندیجان، بندری است که در ۳۰٫۲۴° شمالی و ۴۹٫۷۱° شرقی قرار دارد و ارتفاع این شهر از سطح دریا به ۵ متر می‌رسد. بندرهندیجان ۹۰ کیلومتر مرز آبی با خلیج فارس دارد. آبادی‌های هندیجان در قرون اخیر بسیار بوده‌اند ولی به علت بیماری طاعون در سال ۱۲۴۷ هجری قمری، شهر هندیجان رو به خرابی نهاد.

## تاریخچه
آثار بدست آمده در این منطقه نشان می‌دهد که  هزار سال بعد از میلاد مسیح انسان متمدن در آن می‌زیسته‌است. تپه‌های تاریخی متعدد و نوشته‌های جغرافی دانان قرون اولیه اسلامی نظیر "ابودلف مهلهل خزرجی" در مورد آثار تاریخی "هندیجان" که قدیمی‌ترین سند مکتوب در مورد آثار تاریخی " هندیجان " است شاهد دیگری بر رونق اقتصادی و زندگی اجتماعی سازمان یافته مردم این دیار در هزاره بعداز میلاد است. وجود لغات و اصطلاحات تاریخی که ریشه در زبان هلتمتی دارد و آیین‌های نمادین حاکی از گذشته‌های پربار فرهنگی و غنی این دیار است.
در نزدیکی هندیجان آثار بندر تاریخی "مهرویان یا مهروبان" و شهر تاریخی "ریواردشیر (شهر باستانی)" قرار داشته‌است که "مهرویان" از دوره هلتمتی تا قرن چهارم هجری و احتمالاً تا مدت‌ها بعد نیز بندر تجاری مهمی بوده‌است که از طریق آن کالاهای سرزمین‌های دور و نزدیک و حتی کشور چین وارد منطقه می‌شد و نیز مشاهده شده‌است که در شهر "ریواردشیر" کشتی می‌ساختند. این منطقه در قرون اولیه اسلامی بزرگانی چون علی بن مهزیار اهوازی (هندیجانی) را در دامان خود پرورش داده‌است.

## وجه تسمیه بندرهندیجان
این منطقه در گذشته نام‌های مختلفی داشته که از آن جمله می‌توان به " هندیگان " و " اندیگان" اشاره کرد. این واژه پس از ورود اسلام به " ایران " به " هندیجان " و " هندیان " تغییر شکل یافته‌است. از دیدگاه واژه‌شناسی تمام این کلمات از لفظ «هند» مشتق شده‌اند. با توجه به دیرینگی این سرزمین به نظر می‌رسد لغت " هند " ریشه در زبان سانسکریت دارد که به معنای آب است. این نظر را وجود رودخانه " هندیجان " که به زهره موسوم و معنای " ایزد آب " هست بیشتر تأیید می‌کند؛ بنابراین با توجه به مستندات دیگری که در این زمینه وجود دارد می‌توان گفت " هندیجان " به معنای سرزمین " آب " است. هرچند وجود عده‌ای از مردم کشور هند در این منطقه به دلیل ارتباط تجاری از طریق خلیج فارس یا مهاجرت گروهی که در برخی از منابع اشاره می‌شود غیرقابل انکار است. اما بعید به نظر می‌رسد که وجود آن‌ها بر وجه تسمیه " هندیجان " تأثیری گذاشته باشد.
«استرابون» جغرافی‌دان عهد باستان، خوزستان را از حاصلخیزترین جلگه‌های جهان می‌داند. زیرا رودخانه‌های زیادی این دشت را آبیاری می‌کرده که امکان کشاورزی و آبادانی را در این منطقه میسر می‌ساخته‌است. شاید بر همین اساس بوده که عده‌ای بر این باورند که نام این سرزمین «هند» یا «اند» بوده که به معنی «جایی با آب‌های فراوان» است. ایرج سیستانی در گزیده تاریخ خوزستان می‌گوید:"بندر هندیجان از شهرهای قدیمی خوزستان می‌باشد و آن را معرب هندیگان دانسته‌اند." از قرائن و شواهد چنین برمی آید که پیشوند هند یا اند، در اسامیی همچون بندرهندیجان، اندیکا، اندیمشک، اینجان - اندوه و اندیا و غیره با رودخانه و آب مناسبتی داشته‌است، چنان‌که بیشتر شهرها و روستاهایی با این نام همیشه رودخانه کوچک یا بزرگی در کنار خود دارند و آنچه مسلم است آن است، که آب در باور و اعتقادات ایرانیان از احترام و تقدس خاصی برخوردار بوده و آلوده ساختن آن را گناه نابخشودنی می‌شمرده‌اند و پیوسته چشمه‌های آب و رودخانه ر ا نظر کرده (ناهید یا آناهیتا) فرشته آب می‌دانسته‌اند.

## جاذبه‌های گردشگری
بندر هندیجان دارای جغرافیای تاریخی و جاذبه‌های گردشگری فراوانی است از جمله: 
- رودخانه هندیجان(زهره)
- خانه شاه عنبر
- مسجد شاه عنبر
- مسجد بحرینی
- بافت سنتی کوهباد
- ساحل و اسکله بحرکان
- اثار شهر باستانی آسک
- اثار شهر باستانی ریو اردشیر
- اثار شهر باستانی مهرویان
- اثار شهر باستانی دیرجان
- اثار باستانی و سنگ‌های نقوش دار بستر رودخانه
- آثار سد بند قریه بدرانی
- سد آسک
- تپه باستانی مارضا
- تپه باستانی پهکان
- ویرانه‌های کهن شهر بندرهندیجان با قدمتی ۳۰۰۰ ساله

از دیگر آثار می‌توان اشاره‌ای نمود به ستون‌های آجری که در اطراف هندیجان نشان دهنده حصاری بوده‌اند به دور شهر، یکی از این ستون‌ها پایین‌تر از روستای چم رحمان در کناره رودخانه مشخص است. این ستون نیمی از آن در آب است و نیمی تا سال ۱۳۶۹ در خاک بود، که بر اثر ریزش کناره رودخانه مشخص شده‌است. قطر آن در حدود ۵٬۴ متر است. همچنین به نظر می‌رسد که حصاری به شکل نیمی در هندیجان جنوبی و نیمی در هندیجان شمالی و بر دو دروازه در دو سمت رودخانه وجود داشته و نیز پلی مابین آن وجود داشته‌است. همچنین در سال ۱۳۶۹ در کناره رودخانه هندیجان بالاتر از امامزاده عباس علی سکه‌هایی یافت شد که در حال حاضر در میراث فرهنگی خوزستان وجود دارد. این سکه‌ها که بر روی آن‌ها نوشته شده‌است آل بویه، نشان دهنده حکم فرمایی فرزندان آل بویه بر این نواحی است. البته اینکه حسن (رکن الدوله) بر فارس حکومت می‌کرده و هندیجان در آن زمان جزو پارس بوده‌است خود دلیل مستحکمی بر حکمفرمایی فرزندان آل بویه بر این منطقه‌است. از دیگر آثار باستانی موجود در این منطقه می‌توان به سنگ‌های نقوش داری اشاره نمود که در بدرانی در اعماق آب و کناره‌های رودخانه دیده می‌شود.

## مردم شناسی

### اقوام
از دیر زمان در هندیجان و روستاهای تابعه آن اقوام مختلف حضور داشتند. امروزه جمعیت نسبتا زیادی از عرب و عجم که به سبب جنگ تحمیلی ناچار به ترک خانه و کاشانه خود شدند به این دیار آمدند و سکنی گزیدند. همچنین دسته‌هایی از کولی‌هایی که به هندیان یا غربتیها نیز معروف‌اند، ساکن خوزستان‌اند، از جمله کابلیها که در ماهشهر کهنه، هندیجان و جایزان ساکن‌اند.

#### اعراب
طایفه بنی رشید، میران، طایفه شریفات، طایفه حشوش، طایفه نظارات عبادی، حیدری، بحرگانی، آبادی، حشوشی، آلبوغبیش، عساکره، نظارات، اعراب شعبانی، خلیلی، افضلی، فیصلی، عبداللهی، الوانی، عبدی، شریفی، طایفه آباد

#### لرها و لر‌زبان‌ها
حیاتی های هندیجان شامل تیره‌های حیاتی، رحمانی، میرحیات، ابراهیمی و غیره؛شعبانی‌های هندیجان، چاروسایی ها شامل چاروسایی ضیغمی، درویشی و کشتیبان، غیره؛آغاجاری؛ طایفه گشتیل؛گاومیشان؛ ایل بهمئی، طایفه خدری؛ طایفه گُرگی شامل گرگی، مقدس، موحد، جاویدنیا و غیره

#### طایفه بزرگ قنواتی
قنواتی ها در تمامی نقاط خوزستان از نسبت و شجره واحدی برخوردارند.

#### سادات
شامل سادات عرب و لر می‌شود.

### زبان
گویش هندیجانی از گویش های رایج در استان خوزستان است که اکثریت قریب به اتفاق مردم شهرستان هندیجان به آن تکلم می کنند. از نظر رده شناسی، گویش هندیجانی گویشی متعلق به خانواده زبان های ایرانی نو غربی می باشد و به دلیل وجوه اشتراک فراوانی که با گویش های لری دارد، یکی از گونه های آن به شمار می آید. گویش هندیجانی به گویشهای ماهشهری، بختیاری و حتی گویش بندر دیلم و بندر گناوه نزدیک است. اطلس زبان‌های ایران به غیر از عربی، فارسی معیار و گویش قنواتی، زبان لری جنوبی را گویش اصلی و غالب جمعیت شهر و شهرستان هندیجان معرفی میکند که خود انشعابی از زبان پهلوی (فارسی میانه) می‌باشد که با زبان فارسی خویشاوندی دارد. همچنین فارسی معیار زبان رسمی ایران است که در تمامی نقاط ایران روز به روز فراگیرتر می‌شود. از دیدگاه گارنیک آساتوریان، زبان پارسیِ معیار، زبان هیچ‌یک از اقوام و خرده‌فرهنگ‌های ایرانی نیست. درواقع بخشی از مردم زبان یا گویش محلی خود را فراموش کرده‌اند و به زبان معیار سخن می‌گویند.

## موقعیت اقتصادی
ازنظر اقتصادی رودخانه "بندر هندیجان " نقش تعیین‌کننده‌ای در زندگی مردم داشته و این تأثیرگذاری به میزانی بوده که قلمرو جغرافیایی و منطقه را نیز با نام رودخانه مشخص می‌کردند. رودخانه " هندیجان " که قسمتی از آن از سرچشمه (رشته کوه‌های زاگرس در استان کهگلویه و بویراحمد) تا " خلیج فارس" طی می‌شود و هشتمین رودخانه کشور است که ۴۹۰ کیلومتر طول دارد. این آبراه به عنوان یکی از مسیرهای تجارت خارجی از گذشته‌های دور مورد استفاده بوده‌است و هم‌اکنون نیز علیرغم کم شدن آب آن در فصول تابستان شناورهای با ظرفیت بیش از صد تن قادر به رفت و آمد در ان هستند. ضمن آنکه حاشیه رودخانه از دو قسمت شمالی و جنوب تا نزدیکی دریا قابل کشت است و با استفاده از آب این رودخانه انواع محصولات کشاورزی از جمله خرما، گندم، جو، دانه‌های روغنی، حبوبات و انواع صیفی جات کشت می‌شود.
بخشی از این محصولات به علاوه صنایع دستی که اکثراً از برگ درخت خرما تهیه می‌شود در گذشته به کشورهای " خلیج فارس " صادر می‌گردید.
صنعت شیلات از کهن‌ترین صنایع در هندیجان بوده و می‌باشد که قدمت آن به سال‌ها پیش می‌رسد. منطقه بحرکان که جنوب هندیجان قرار دارد نیز از مناطق مهم گردشگری و صید میگوی صورتی و انواع دیگر میگوهای مرغوب منطقه خلیج فارس به‌شمار می‌رود که در حوزه صیادی هندیجان واقع است. سالن عمل آوری و کارگاه انجماد و بسته‌بندی میگوی صادراتی و قایق‌های مجهز صیادان در این منطقه بیش از نیم قرن است که به صید و عمل آوری و بسته‌بندی و صادرات میگو اشتغال دارند و تعداد زیادی از اهالی در این راستا به کار مشغولند. ماهی‌های خوراکی و میگو در صید گاه‌های هندیجان به صورت فراوان صید می‌شوند که از مهم‌ترین آن‌ها می‌توان به ماهی قباد، راشگو، حلوای سفید (زبیدی)، شوریده، حلوا سیاه، شهری، شانک، هاوور، کوشک، سرخو، میش ماهی، هامور، سنگسر، سبیتی و دختر ناخدا اشاره کرد.
همچنین لازم است اشاره کرد که در حال حاضر شغل اکثر مردم هندیجان بر محور واردات کالا از کشورهای همجوار خلیج فارس است که هندیجان را یه یک بندر تجاری تبدیل کرده و بازارهای آن مملو از کالاهای خانگی است که سبب شده از مناطق مختلف کشور به هندیجان سفر کنند.

## نفت در هندیجان[۱۸]
بندر هندیجان تحت عملیات حفاری جهت کشف نفت قرار گرفت و سال ۱۹۶۷ میلادی وجود نفت در این منطقه ثابت شد. مقدار تولید نفت خام در سال ۱۹۷۳ از پنج حلقه چاه، هشت میلیون و ۳۳۵ هزار بشکه در ۱۹۷۴ از هشت حلقه چاه به‌طور متوسط روزانه ۲۲ هزار بشکه و در سال ۱۹۷۵ از پنج حلقه چاه به‌طور متوسط روزانه چهارده هزار بشکه و از ابتدا تا پایان سال مذکور چهل و دو میلیون بشکه نفت خام با درجه سبکی ۲۸ استخراج شده‌است.
در سال ۱۹۶۵ میلادی در رگ سفید که از روستاهای هندیجان است دو حلقه چاه توسعه‌ای حفر شد و در سال ۱۹۶۶ تولید نفت خام آن ۱/۴ میلیون بشکه بوده در سال ۱۳۶۷ شمسی بر حسب بشکه ۷/۹ میلیون و در سال۱۹۶۸ نفت تولیدی ۱۰/۷ میلیون بشکه و در سال ۱۹۶۹ مقدار تولیدی نفت از سه حلقه چاه ۸/۵ میلیون بشکه و در سال ۱۹۷۰ به چهارده میلیون بشکه رسیده‌است. سال ۱۹۷۱ از دو حلقه چاه ۱۳/۲ میلیون بشکه و در سال ۱۹۷۲ از نه حلقه چاه بیست و یک میلیون بشکه و در سال ۱۹۷۳ از چهارده حلقه ۷۲ میلیون و ۳۵۲ هزار بشکه در سال ۱۹۷۴ و در سال ۱۹۷۵ از چهارده حلقه چاه به‌طور متوسط روزانه ۲۱۴ هزار بشکه، در سال ۱۹۷۶ از ۲۱ حلقه چاه به‌طور متوسط روزانه ۲۲۲ هزار بشکه و از ابتدا تا پایان سال ۱۹۷۶ نفت خام استخراج شده ۴۱۴ میلیون بشکه با درجهٔ سبکی ۲۹ بوده‌است.
در خلیج بحرکان هندیجان در چند ساله‌ای اخیر با حفر چاه‌های زیر دریایی نفت فراوانی کشف شده‌است که با ساختن اسکله‌های متعدد و تأسیسات لازم کشتی‌های نفت کش به آسانی پهلو می‌گیرند و بارگیری می‌کنند و نفت آن‌ها را به خارج صادر می‌کنند و گویا این نفت از قابلیت بسیار خوبی برخودار می‌باشد.

## تفریحگاه‌ها
رودخانه "بندر هندیجان " علاوه بر نقشی که در کشاورزی وتجارت منطقه دارد از نظر زیبایی‌های طبیعی نیز قابل توجه‌است. در اواخر فصل زمستان و اوایل بهار که حاشیه آن به طول چندین کیلومتر پوشیده از گیاهان و گل‌های زیبا می‌شود می‌توان گردشگران بسیاری را جذب نماید. سواحل طولانی " خلیج فارس " علاوه برآنکه امکان اجرای طرح‌های پرورش آبزیان را میسر می‌سازد این استعداد را نیز دارد تا همچون گذشته نقش خود را در توسعه تجارت خارجی بازیابد. ضمن آنکه جزایر آن و از جمله جزایر دیره و بنه که زیستگاه پرندگان بومی و مهاجر هستند می‌توانند با جاذبه‌های متنوع خود زمینه‌های گردشگری در منطقه گسترش دهند.
همچنین هندیجان نقاط بسیاری برای گردش و تفریح دارد که می‌توان به دو روستای دهنو و کوه‌های اطراف (زاگرس)، ساحل زیبای بندر بحرکان در کنار خلیج فارس، حاشیه سواحل رودخانه زهره، پارک‌ها و باغستان‌های اطراف هندیجان که در ماه‌های انتهایی زمستان و ابتدای بهار از زیبایی و جلوه خاصی برخوردار می‌باشند، اشاره نمود.

## شهر باستانی مهرویان
بندر قدیمی و تاریخی مهرویان (مهروبان، ماهرویان، ماهروبان) در قریه امامزاده عبدالله فعلی و از توابع شهرستان هندیجان می‌باشد. بندر مهرویان چه در زمان هخامنشیان و چه در زمان پارتها و اشکانیان همواره از پر رونق‌ترین بنادر جهان بوده‌است. اوج ترقی آن از زمان ساسانیان شروع شده بود چنانچه در تاریخ می‌خوانیم: ساسانیان به امر دریانوردی و کشتیرانی و بندرسازی در خلیج فارس توجه مخصوص داشته و شاهپور دوم نیروی دریایی عظیمی را در خلیج فارس بر قرار کرد رونق واعتبار بنادر بزرگ و با شکوه و جلالی همچون مهروبان (ماهرویان) در کناره شمالی خلیج فارس و همچنین شاهراه مواصلاتی اصفهان به مهروبان، دلالت بر توجه بیش از حد ساسانیان به این خطه از جنوب کشور دارد.
دهخدا در لغت‌نامه خود مهرویان را این‌گونه توصیف کرده‌است: «شهری است بر کنار دریا چنان‌که موج دریا بر کنار شهر می‌زند و هوای آن گرم و عفن و ناخوشی بتر از آن ریشهر است، اما مشرعهٔ دریا است، هرکه از پارس به راه خوزستان به دریا رود و آن که از بصره و خوزستان به دریا رود همگان را راه آنجا باشد و کشتیهایی که از دریا برآید بر این اعمال رود به مهروبان بیرون آید؛ و دخل آن بیشتر از کشتیها باشد و جز خرما هیچ میوه نباشد و گوسفندان آنجا بیشتر بز باشد و بزغاله پرورند و همچنان که به بصره و می‌گویند بزغاله تا هشتاد رطل و صد رطل برسد بیشتر نیز، و برز و کتان بسیار باشد چنان‌که به همه جای ببرند و جامع و منبر است و آن جایگاه مردم زبون باشند. (فارسنامهٔ ابن البلخی ص ۱۵۰). در کتاب جغرافیای تاریخی سرزمین‌های خلافت شرقی آمده‌است: به فاصلهٔ کمی از رودخانهٔ شیرین یعنی رودخانهٔ زهره که به تازگی به رودخانهٔ طاب موسوم است بندر مهروبان در مرز غربی فارس واقع است. این لنگرگاه اولین بندری بوده که کشتیها وقتی از بصره و مصب دجله به عزم هند بیرون می‌آمدند به آن می‌رسیدند و این بندر در قرن چهارم هجری شهری معمور بود و مسجدی خوب و بازارهایی آباد داشت.»
اندیشمند بزرگ مرو ناصر خسرو قبادیانی روز هفدهم شوال از بندر عبادان (آبادان)بر کشتی بزرگی که «بوصی» نام داشت، نشست و در میان دعای انبوه مردمی که به بدرقه عزیزانشان شتافته بودند، سمت مهروبان روان شد.
مهروبان بندری بزرگ با بازارهای انباشته از کالا، مسجد آدینه نیک و کاروانسراهای بسیار مستحکم و آباد بود.
هرچند مسافران مرو اندیشه ماندن در مهروبان نداشتند، ولی درگیری فرزندان فرمانروای پارس و ناامنی راه‌ها آن‌ها را ناگزیر به ماندن ساخت.

## بندر ماهرویان از نگاهسفرنامه ناصرخسروقبادیانی[۱۹]
«... شهری بزرگ است بر لب دریا نهاده بر جانب شرقی و بازاری بزرگ دارد و جامعی نیکو اما آب ایشان از باران بود و غیر از آب باران چاه و کاریز نبود که آب شیرین دهد. ایشان را حوض‌ها و آبگیرها باشد که هرگز تنگی آب نبود، و در آن جا سه کاروانسرای بزرگ ساخته‌اند هر یک از آن چون حصاری است محکم و عالی، و در مسجد آدینه آن جا بر منبر نام یعقوب لیث دیدم نوشته. پرسیدم از یکی که حال چگونه بوده‌است گفت که یعقوب لیث تا این شهر گرفته بود ولیکن دیگر هیچ امیر خراسان را آن قوت نبوده‌است؛ و در این تاریخ که من آن جا رسیدم این شهر به دست پسران اباکالنجار بود که ملک پارس بود؛ و خواربار یعنی ماکول این شهر از شهرها و ولایت‌ها برند که آن جا بجز ماهی چیزی نباشد، و این شهر باجگاهی است و کشتی بندان، و چون از آن جا به جانب جنوب بر کنار دریا بروند ناحیت توه و کازرون باشد و من در این شهر مهروبان بماندم به سبب آن که گفتند راه‌ها ناایمن است از آن که پسران اباکالنجار را با هم جنگ و خصومت بود و هر یک سری می‌کشیدند و ملک مشوش کشته بود…»

## شهر باستانی آسک
آسک شهری قدیمی و متروکه‌است که در شمال هندیجان واقع شده‌است. آسک در حدودالعالم چنین وصف شده‌است. «دهی است بزرگ و به بر کوه نهاده و بر سر آن کوه آتشی است که دائم همی درفشد شب و روز و حرب از رقیان آنجا بوده‌است اندر قدیم» این مطلب نشان دهنده آن است که به زمان تحریر حدودالعالم یعنی در اواخر قرن چهارم هجری قمری آسک دهی بزرگ بوده و در دامنه کوهی قرار داشت که بر فراز کوه آن آتش فروزان بوده‌است.
مرحوم سلطانعلی سلطانی می‌نویسد: در نزدیکی هندیجان کنونی شهر آسک قدیم واقع بود که بسیاری از جنگ‌های خوارج در نزدیکی آن رخ داده‌است و نام این شهر در بعضی از اشعار شعرای عرب آمده‌است.
بنا به نوشته یکی از قدیمی‌ترین سیاحان عرب تا قرن چهارم ه‍.ق آثار قصور عالیه و انبیه عظیمیه باستانی در هندیجان برپا بوده‌است. آثار عظیم آبیاری روزگار باستان در طرفین رودخانه زهره و خیرآباد که در زیدون یکی شده و از وسط هندیجان می‌گذرد، پیداست.
مورخان دربارهٔ آثار آسک نوشته‌اند: ایوان بلندی داشته و آتشکده‌ها و دفینه‌های باستانی و گورهای قدیمی، تابوتها و حجاری‌های کتیبه مانند در آسک وجود داشته‌است. کتیبه‌هایی به خط پهلوی بر در غربی ایوان (معبد آتشکده) آسک در سنگ منقوش بوده‌است. در غرب آسک قلعه گنبدی است که قبلاً برج دیده‌بانی آنجا بوده‌است.
سد آسک هم که امروزه بر رودخانه زهره زده شده‌است و بالاتر از روستاهای سویره و کنار مشراگه به همین دلیل آسک نامگذاری شده‌است چون زمانی این مناطق احتمالاً جزئی از آسک بوده‌اند.

## شهر باستانی ریو اردشیر
شهر باستانی ریو اردشیر یا ری شهر نیز در حوالی هندیجان وجود داشته که رونق آن تا عصر سلجوقی تداوم و در آنجا کارگاه کشتی‌سازی وجود داشته‌است. در دوران باستان در سواحل خلیج‌فارس گمرگ خانه‌هایی تأسیس شده بود که از کالاهای وارداتی و صادراتی ده درصد ارزش آن‌ها عوارض گمرکی یا به زبان آن زمان «باژ» می‌گرفتند.
از این رو مرکز اخذ عوارض گمرکی به «باژبان» و سپس به «باسیان» و «باجیان» خوانده شدند. آثاری بندری به همین نام در نزدیکی هندیجان وجود دارد که سفال‌های به دست آمده از آنجا رونق آن را به دوران اشکالی بازمی‌گرداند.
تا چندی پیش نیز آثار بنای یک پادگان ساسانیان نیز در منطقه هندیجان وجود داشت.

## رودخانه زهره - هندیجان
رودخانه زهره – هندیجان در قسمت جنوبی زاگرس میانی واقع شده‌است. مساحت حوزه آبریز زهره ۱۶۰۳۳ کیلومترمربع است که حدود ۱۰۷۸۹ کیلومترمربع آن را مناطق کوهستانی و ۵۲۴۴ کیلومترمربع آن را کوهپایه و دشت‌ها تشکیل می‌دهند. وسعت دشت‌ها در بخش‌های علیای حوزه آبریز کمتر بوده و قسمت بیشتر آن در منطقه زیدون و هندیجان در جلگه خوزستان قرار گرفته‌است.
حوزه آبریز زهره در تقسیم‌بندی کلی هیدرولوژی ایران جزء آبریز خلیج فارس بوده و محیط آن به حوزه‌های آبریز مارون و جراحی از شمال و حوزه رودخانه کارون، کر و مسیل‌های حوزه مهارلو از شرق، رودقره‌آقاج، رود شاپور از جنوب شرق و مسیل‌های دیلم و گناوه از جنوب محدود می‌باشد.
شهرهای اردکان فارس، پلدشت، نورآباد ممسنی، دوگنبدان و دهدشت و بهبهان و امیدیه و هندیجان در این حوزه قرارگرفته‌اند. بخشی از جاده ارتباطی بهبهان به شیراز و شیراز به یاسوج د ر این حوزه واقع شده‌است.
در بخش شمالی کوه سفید با ارتفاع ۳۴۱۵ متر حوزه را از حوزه‌های مارون و بشار (کارون) جدا می‌کند. در بخش شرقی قله‌های رنج و غوره‌وان به ترتیب با ارتفاع ۳۷۱۸ و ۲۸۹۸ متر حدفاصل این حوزه با حوزه‌های رودخانه کر و دریاچه مهارلو می‌باشد. کمترین ارتفاع حوزه زهره در دشت خوزستان و در ناحیه هندیجان همتراز سطح دریا می‌باشد.
طول رودخانه‌های زهره و هندیجان ۴۹۰ کیلومتر می‌باشد.

## ضرب‌المثلهای هندیجانی
- آشپِلا عیب اُسوُم ایکُنِه (آبکش عیب کف گیر می‌کنه)=دیگ به دیگ میگه روت سیاه
- اوخُون نه کارِ بُزه = کار هر بز نیست خرمن کوفتن
- کُررُوش دَم دیوار نَخَردِه (آرنجش به دیوار نخورده) = یعنی سرد و گرم روزگار را نچشیده
- اَ نمیرُم نه پیرُم (اگه نمیرم هنوز پیر نیستم) = یعنی آخر کارش را هم می‌بینیم
- ایبَرِت سر رو تشنه ایارِت (می برت رودخانه و تشنه برمی گردانت) =نشانه زرنگی و زیرکی کسی است.
- مُو ایگُم نرِه او ایگِه بدوشِش = من میگم نر است او میگه آن را بدوش
- مِی نوگه دیراندازه (مثل ناودونی که آب را دور پرتاب میکنه) = کسی که فقط به درد غریبه‌ها می‌خوره
- چاره خر نیتَره پِی کُره خره ایشکَنه (حریف الاغ نمیشه پای بچه الاغ را می‌شکند) = کسی که حریف اصل نمیشه به فرع می‌پردازد
- مِن شهر کُورَل باید دَس بِنی ری تیت (در شهر کورها باید دستت را روی چشمت بزاری) = همرنگ جماعت شی
- اگه مُلایی سرِ قبر خُت بخون = اگه بلدی خودت انجام بده
- دل بِینِی دلِه = دل به دل راه داره
- مِن شهر کورَل یِه تیه‌ای هم پادشایه (در شهر کورها آنکه یک چشم داره پادشاهست) = از جهل عده‌ای، آن که کمی عاقل است سردسته شده.
- کُربون تیهٔ بادُمیت برم)=کنایه زدن به چشم

## اطلاعات تکمیلی
بختیاری‌ها معتقدند که اسکندر مقدونی نتوانسته شاهنشاهی هخامنشی (داریوش سوم) را شکست دهد بلکه، این جوان متهور مقدونی با گروهی سرباز وارد خاک ایران شده و تا آنزان (ایذه) آمده و در آنجا توسط آریو برزن فرمانده سپاه ایران شکست می‌خورد و به هندیون (هندیجان فعلی) عقب نشسته‌است و در نبرد با هندیجانیان نیز مغلوب شده و با تیر و کمان شخصی به نام «براز» از اهالی هندیجان مجروح شده و سپس عقب‌نشینی می‌نماید و در مسیر غروب خورشید به عراق می‌رود و در شهر اور جان می‌سپارد.
در اینجا ابیاتی باستانی از زبان پیرمردان و پیرزنان سرزمین بختیاری آورده شده‌است که جنگ میان ایرانیان و اسکندر را به خوبی توصیف می‌کند و سال‌هاست که مردم این دیار آن را زمزمه می‌کنند:
اَنْزِیونْ وِه قُشِسِنس گِرِهْنْ اسیری
بُردِنه وِه نوکری بُرج امیری[۱]
زآنْزِن ری وِه آنشَن پانا سِقَنْدزْ
تامَه یرزِ او طَرف جون بکنه در[۲]
اَهُورا کمک کُـنه آذرِ بِرِقْنِه
اَهرِمون دکْ ایزَنه مُقْنَی اِچِرْنِـه[۳]
آریو تنگْ تکون خودکرده کهُ ترْ
سِقَنْدر و قْشلس اَویدِنِه چُـر[۴]
آریوی اَنْشَنی روزِس سیا کهِ
اُردیه سِقَنْدرِه مین یکْ بلاکِه[۵]
سقندر وِهِ هزیمی خوار و پریشون
وه اَنشن و اتَپْ گروز ری نا وِه هندون[۶]
زانزان تاوه انشن کهسار مُنگَشْتْ
قلته گاه اردیس بی‌تا هندیون دشت[۷]
تا بِره هِندیون پا او وهُ دریا
بره سی وِلاتِ خُس جون کنه صحرا[۸]
هندیون جون سِر دست جلوس گِرِهْدِنْ
لاشِ لاشِ آُرْدیسه پا قَلْهِ رِهْدِنْ[۹]
پا حصار هندیون بُراز نشون زَید
پَهْلیه سقندره تیرِ کمون زید[۱۰]
جونم با تیر بُراز آرش نِشون بی
سقندر مُقنی واس نیمه جون بی[۱۱]
نادِنِس وه تَخْتِ چُو اُردیس وِه خواری
ری وِه ری اَفْتُو رَهْرُو رَهْدِنْ وِه زاری[۱۲]
مُقنی جاهل اُوید غافل زشیرون
وه آنزان تا وه آنشن بی‌خوار میدون[۱۳]
_______________________________________
[۱] آنزانی‌ها از قشون او اسیر گرفتند و برای نوکری به قلعه امیری بردند.
[۲] از آنزان برای کهگیلویه رو نهاد اسکندر تا مگر از آن طرف جان بدر کند.
[۳] اهورامزدا (خداوند) کمک کند، آتشکده آذر برزین برق می‌زند، اهریمن می‌لرزد و مقدونی جیغ می‌کشد و می‌گرید.
[۴] آریو برزن تنگ تکاب را به خوبی با ریزش کوه بالا رفت و اسکندر و لشکر او سست و بی‌دست و پا شدند (آریو برزن تنگه را بر آن‌ها بست)
[۵] آریو برزن سردار انشانی، روز او را (اسکندر) سیاه کرد، اردوی اسکندر به هم ریخته و همدیگر را گم کردند.
[۶] اسکندر با گریز و فرارخوار و پریشان از انشان با مخفی‌کاری، رو گذاشت به هندیان (هندیجان نه هندوستان) که با تنگ تکاب در کهگیلویه با راه‌های کوهستانی آن روز ۵۰ تا ۶۰ کیلومتر مسافت دارد. (نه هندوستان ۴ هزار کیلومتر)
[۷] از انزان تا انشان (ایذه فعلی تا کهگیلویه فعلی) کوهستان منگشت قتلگاه سپاه او بود تا دشت هندیجان
[۸] از دست آریو برزن رها شود و برود هندیان (هندیجان) که در سواحل خلیج پارس قرار دارد و از آنجا تدارک آذوقه و کشتی کند تا بتواند برود به مملکت خود مقدونیه و جان خود را نجات دهد.
[۹] هندیجانی‌های جان بر کف جلوی او را گرفتند و اجساد کشته‌های اردوی او را، پای قلعه ریختند.
[۱۰] در پای حصار هندیجان «براز» نامی، کمان خود را نشانه گرفت و پهلوی اسکندر را با تیر کمان خود زد و زخمی‌کرد.
[۱۱] مرحبا بر تیراندازی تیر «بُراز» که نشان از تیر «آرش» کمانگیر دارد و اسکندر مقدونی با این تیر نیمه جان شد (زخم سخت برداشت)
[۱۲] نهادند او را بر تخت چوبی (تابوت) تخت روان و سپاهیان او با خواری و خفت رو گذاشتند به راه غروب آفتاب و با زاری رفتند.
[۱۳] مقدونی نادان بدون توجه به شیران ایران زمین به اینجا آمد، از آنزان تا انشان (ایذه فعلی تا کهگیلویه فعلی) در همه میدان‌ها خوار شد.